# Reazione di Blanc
La reazione di Blanc, detta anche clorometilazione di Blanc, è una reazione chimica di un anello aromatico con formaldeide e acido cloridrico, catalizzata da cloruro di zinco (o un altro acido di Lewis) al fine di formare areni clorometilici. Questo processo prende il nome dal chimico francese Gustave Louis Blanc (1872-1927).
Il processo è problematico poiché comporta la formazione di specie molto cancerogene, tra cui il bis(clorometil)etere, come sottoprodotti.

## Meccanismo
- La reazione avviene in ambiente acido con ZnCl2 come catalizzatore. Queste condizioni permettono la protonazione del carbonile della formaldeide, rendendo il C più elettrofilo. L'aldeide viene quindi attaccata da un paio di elettroni dell'anello e successivamente si ha il ripristino dell'aromaticità. L'alcol benzilico così formato viene subito convertito nel cloruro nelle condizioni di reazione.

Anche se la reazione è un ottimo metodo per introdurre il gruppo clorometile, porta a dei sottoprodotti cancerogeni e bisogna prestare molta attenzione.

### Meccanismo catalizzato[2]
Per effettuare la reazione con anelli aromatici meno reattivi la formaldeide può essere resa più elettrofila stabilizzando il suo carbocatione tramite ZnCl2. 
Il catalizzatore lega l'ossigeno dell'aldeide (1) attirando un doppietto dal legame C=O (2) e ionizzando il carbonio. Avviene quindi la sostituzione elettrofila aromatica con l'attacco del doppietto benzenico sul cabocatione (3) ed il ripristino dell'aromaticità tramite perdita di un protone (4). Il legame tra zinco ed ossigeno viene idrolizzato in acido (5) e si crea un alcol primario (6) che però subisce subito una sostituzione nucleofila alifatica per via dell'ambiente ancora molto acido che la favorisce (7,8).

## Altri tipi di clorometilazione
La clorometilazione dei tioli si può effettuare con acido cloridrico concentrato e formaldeide:
ArSH  +  CH2O  +  HCl   →   ArSCH2Cl  +  H2O
Oppuee usando il clorometil metiletere:
ArH  +  CH3OCH2Cl   →   ArCH2Cl  +  CH3OH
Questa reazione è impiegata nella clorometilazione dello stirene per la produzione di resine a scambio ionico e resine Merrifield.